# Ardisia ferrugineopilosa
Ardisia ferrugineopilosa är en viveväxtart som beskrevs av Fletcher. Ardisia ferrugineopilosa ingår i släktet Ardisia och familjen viveväxter. Inga underarter finns listade i Catalogue of Life.